# Plagioglypta
Plagioglypta is een geslacht van weekdieren uit de klasse van de Scaphopoda (tandschelpen).

## Soort
- Plagioglypta pertracheata (Plate, 1908)